# Pajeon
Pajeon (gr. Παιήων Paiḗōn), Pajan (gr. Παιάν Paián) – mityczny bóg uzdrowiciel leczący bogów olimpijskich, znany z poematów Homera. 
W homeryckich eposach miał ziołami uleczyć zranienia doznane m.in. podczas wojny trojańskiej przez Hadesa i Aresa (Iliada V, 401; 900; Odyseja IV, 232); por. . Wspomniany też przez Apolloniosa w Argonautice w kontekście sztuki leczenia. W obrzędach religijnych Grecji klasycznej był to przydomek Apollina jako uzdrowiciela, z którym go potem stopniowo utożsamiono; w tej roli jednak ostatecznie zastąpił go Asklepios. W czasach późniejszych miano to u Greków stało się w ogóle przydomkiem znaczących bóstw wiązanych z leczeniem: Apollina, Asklepiosa bądź Dionizosa. 
Pochodzenie imienia jest niejasne; część badaczy przyjmuje jego kreteński rodowód, chociaż znany z inskrypcji z Knossos tamtejszy Paiawon był bogiem wojny, więc związek ten jest niepewny.